# Juan Ramón Oliver Chirivella
 (mars 2024).
Si vous disposez d'ouvrages ou d'articles de référence ou si vous connaissez des sites web de qualité traitant du thème abordé ici, merci de compléter l'article en donnant les références utiles à sa vérifiabilité et en les liant à la section « Notes et références ».
Juan Oliver Chirivella, né à Paiporta (province de Valence) en 1935, est un homme politique espagnol. Successivement membre de l'Union du centre démocratique, d'Alliance populaire, d'Unio Valenciana (dont il est un temps secrétaire général) et enfin du Parti populaire, il est conseiller municipal de Valence avant la Transition, membre de la députation provinciale pour la circonscription de Valence entre 1979 et 1991, puis député aux Congrès entre 1989 et 1993, et enfin conseiller chargé de la santé au sein de la Generalitat valencienne en 1995.
En parallèle avec sa carrière politique, il est l'un des cadres dirigeants de la société industrielle allemande Siemens.